# Seritinga
Seritinga é um município brasileiro do estado de Minas Gerais. Sua população recenseada em 2022 era de 1 819 habitantes.

## História
Seritinga é uma pequena cidade situada a três quilômetros da BR 267 que liga as cidades de Caxambu à Juiz de Fora e os seus habitantes são povos descendentes de italianos, portugueses, árabes e dinamarqueses, onde fundaram um pequeno povoado. A cidade se formou no início do século XX, com a instalação da antiga ferrovia que ligava as cidades de Aiuruoca à Liberdade, a Linha da Barra da Rede Mineira de Viação, que foi desativada e erradicada em 1979, porém, ainda resta na cidade a antiga estação ferroviária, conservada com muito orgulho pelos seritinguenses, sendo atualmente um ponto turístico e histórico da cidade.

A cidade possui alguns atrativos turísticos, principalmente para quem gosta de apreciar a natureza, como por exemplo a cachoeira do Galvão, as prainhas do rio Aiuruoca e do Rio dos Franceses, a tradicional festa de aniversário da cidade que acontece na passagem do ano, e a linda praça Sete de Setembro, construída e inaugurada pelo Sr. José Serafim de Oliveira. Também está muito próxima das cidades de Carvalhos, Aiuruoca e Serranos que também oferecem belos pontos turísticos.
A cidade também é famosa pela qualidade dos queijos ali produzidos pelo Laticínios Skandia, de propriedade da família do Sr. Lief Kai Godfredsen, popularmente conhecido como Sr. Godofredo, pioneiro na produção queijeira no sul de minas com todo o conhecimento e bagagem trazidos diretamente da Dinamarca. Hoje a tradição continua com outras pequenas fábricas na região, visto que a sede dos Laticínios Skandia não é mais na cidade, porém toda propriedade foi adquirida para o município. Na relação dos imóveis consta uma casa do século XX, construída em estilo dinamarquês, outra atração da cidade.

## Geografia
O município integra o circuito turístico das Montanhas Mágicas da Mantiqueira e é servido pelas rodovias BR-267 e AMG-1020.